# Sei Shōnagon

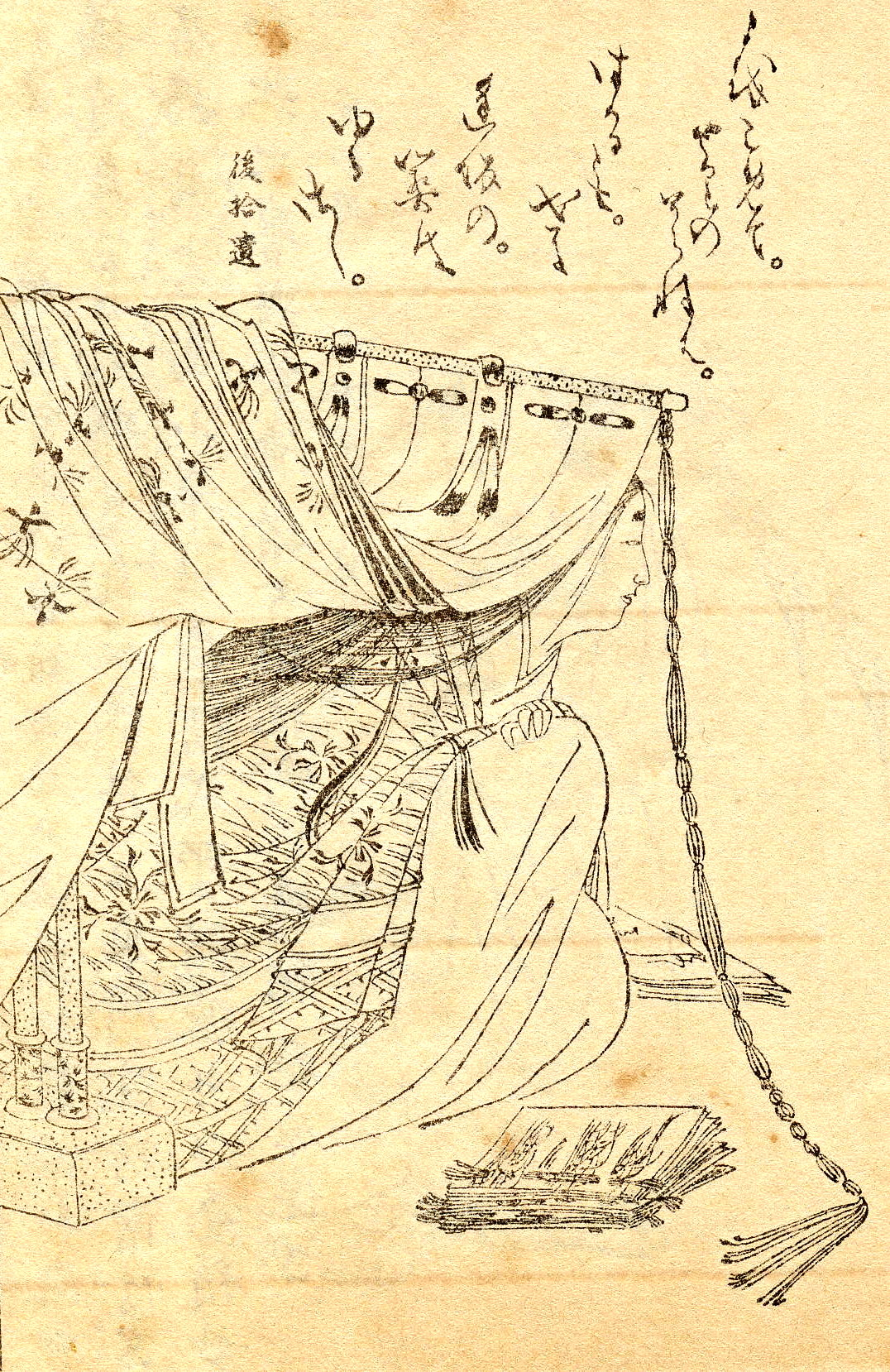
Sei Shōnagon, dibujo de Kikuchi Yōsai.

Sei Shōnagon  (清少納言, h. 968-entre 1000 y 1025) fue una escritora japonesa que vivió en el siglo X, durante la Era Heian, conocida por su diario Makura no Sōshi (El libro de la almohada). 

## Trayectoria
Su vida es poco conocida. Se discute cuál era su nombre real, aunque la opinión más extendida es que se llamó Kiyohara Nagiko. Su sobrenombre está formado por la combinación de un título protocolario ("Shōnagon", tercer subsecretario de Estado) y un apellido familiar ("Sei" es la pronunciación china del carácter con que se escribe la primera parte del apellido de la autora, "Kiyohara", que significa "campo puro").
Era hija del poeta Kiyohara no Motosuke. Gracias a la destacada situación de su padre, logró convertirse en dama de compañía de la emperatriz consorte Fujiwara no Sadako, esposa predilecta del emperador Ichijō. Presumiblemente se casó o convivió con Tachibana no Norimitsu, con el que tuvo un hijo, Tachibana no Norinaga. También se desposó con Fujiwara no Muneyo y de esta unión tuvo una hija, Koma no Myobu.[cita requerida] Por otra parte, se le atribuyeron numerosos amantes.[cita requerida]
Pasó la mayor parte de su vida en Heian-kyo, actual Kioto. Hasta el final de su vida vivió errante, manteniéndose gracias a las limosnas, entre la isla de Shikoku y los alrededores de la capital.

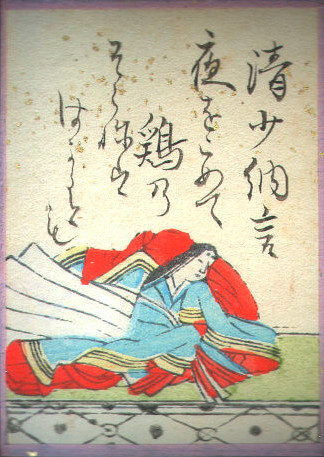
Sei Shōnagon, en el Hyakunin Isshu.

Su obra más importante, Makura no Sōshi (El libro de la almohada), era su diario personal, el cual era costumbre que se guardara bajo la cabecera de la cama (de ahí el nombre). El libro de la almohada está compuesto por una serie de listas en las que la autora enumera elementos de la realidad cotidiana, como por ejemplo, cosas que emocionan, cosas que producen una sensación de suciedad, cosas que no pueden compararse, etc. Jorge Luis Borges seleccionó, anotó y tradujo esta obra con ayuda de María Kodama.
Además del Makura no Sōshi, compuso la colección de poemas Sei Shonagon-shu. Es, también, una de las poetisas que parecen en el Ogura Hyakunin Isshu, juego de cartas tradicional en el que son fundamentales la memoria y los conocimientos poéticos de los participantes.